# Bäve församling
Bäve församling är en församling i Uddevalla och Stenungsunds kontrakt i Göteborgs stift. Församlingen ligger i Uddevalla kommun i Västra Götalands län (Bohuslän) och sedan 2014 i Uddevalla pastorat.

## Administrativ historik
Församlingen bildades 1974 genom en utbrytning ur Uddevalla församling med samma namn som den tidigare församlingen men med en annan omfattning  och utgjorde därefter till 2014 ett eget pastorat. Från 2014 ingår församlingen i Uddevalla pastorat. 2015 utbröts ur församlingen Dalabergs församling.

## Kyrkor
- Bleketkyrkan
- Bäve kyrka